# Lista de programas transmitidos pela Jovem Pan
A Jovem Pan é uma rede de rádio comercial brasileira, fundada em 1942 e inaugurada em 1944. Inicialmente conhecida como Rádio Panamericana, a estação foi vendida no mesmo ano de inauguração para o empresário Paulo Machado de Carvalho, um dos principais empresários do ramo de comunicação na época. Com tal aquisição, a então Rádio Panamericana passou a ser "a emissora dos esportes" do grupo controlado por Machado, denominado Emissoras Unidas.
A rádio recebeu a atual denominação em 1965, quando Antônio Augusto Amaral de Carvalho (mais conhecido como Tuta), filho de Paulo Machado, assumiu a direção da emissora. Na década seguinte, Tuta adquiriu a totalidade das ações da Jovem Pan, assumindo o seu controle definitivamente. Sob a sua administração, a rádio mudou a sua sede para a Avenida Paulista, onde se encontra até hoje.
A formação da rede se deu a partir da década de 1990, com transmissão via satélite. A rede hoje conta com cerca de 100 emissoras próprias e afiliadas, dividas nas redes Jovem Pan FM e Jovem Pan News. A programação da Jovem Pan FM é composta principalmente por programas de entretenimento e música, enquanto a Jovem Pan News transmite noticiários, além de programas jornalísticos e esportivos.

## Programas atuais
Transmitidos apenas pela Jovem Pan News 
- 3 em 1[nota 1][2]
- Arquibancada JP[3]
- Bate Pronto
- Direto Da Redação
- Direto Ao Ponto
- Economia Em Foco
- A Hora do Agronegócio[4]
- Jornal da Manhã 2ª Edição (a partir das 11:30 da manhã, também transmitido para São Paulo)
- Jornada Esportiva / Fim de Jogo[nota 1]
- Jovem Pan Agora
- Jovem Pan No Mundo Da Bola
- Camisa 10[5]
- Jornal Jovem Pan[6]
- Máquinas na Pan
- Mulheres na Pan
- Pan News
- Pan News Em Revista - (Somente para a Jovem Pan News Fortaleza e Jovem Pan News Natal)
- Pra Cima Deles[7]
- Perguntar Não Ofende
- Revista Jovem Pan
- Seleção Jovem Pan
- Semana da Pan
- Sociedade Digital
- Top News
- Turismo Jovem Pan
- Tamo Junto na Pan

Programas antigos
- Fórmula Jovem Pan
- 620 KBytes
- Emoções
- É Noite...Tudo se Sabe
- Esporte em Discussão
- Hora da Notícia
- Jornal Hora da Verdade
- Jornal da Noite
- Jornal de Plantão
- Jornal de Serviços
- Jornal de Esportes[5]
- Ligação Brasil
- Ligado Na Cidade
- Missa Dominical
- Domingo Esporte
- No Pique da Pan
- Planeta Jovem Pan
- Plantão de Sábado
- Plantão de Domingo[8]
- Rádio Ao Vivo
- Jornal da Economia
- Jornal Jovem Pan 2ª Edição
- Jornal da Madrugada
- Radioatividade
- Rico Dinheirinho
- Projeto Verão
- São Paulo Agora
- Sermão da Paixão segundo a Jovem Pan
- Show da Manhã
- Show da Madrugada
- Show de Rádio
- SOS Língua Portuguesa
- Pet na Pan[9]
- Terceiro Tempo
- Últimas Notícias
- Zoeira Cultural

Transmitidos apenas pela Jovem Pan FM
- As 7 Melhores (De Segunda a Sábado, em várias edições,exceto para São Paulo)
- As Mais Pedidas (De Segunda a Sexta,em horário local,exceto para São Paulo)
- A Melhor da Semana (Todos os dias, em várias edições)
- Chuchu Beleza (Todos os dias, em várias edições)[11]
- Clássicos da Pan (Todos os dias, entre 00h e 01h)
- Hit Parade (Todos os Domingos, entre 13h e 14h)
- Jurassic Pan (De Segunda a Sexta, em horário local, exceto para São Paulo)
- Missão Impossível (De Segunda a Sexta, entre 17h e 18h, exceto para São Paulo)
- Pânico  (De Segunda a Sexta, entre 12h e 14h)
- Planeta DJ (De Segunda a Sábado, entre 14h e 15h, exceto São Paulo)
- Rock'n'Pop (De Segunda a Sábado, entre 08h e 09h, exceto para São Paulo)
- The History Jovem Pan (Todos os Sábados, entre 22h e 23h)
- Uma Atrás da Outra (Todos os dias, em várias edições)

Programas antigos
- Torpedo da Pan
- Na Balada
- Stand Up Jovem Pan
- Playlist 100.9
- Rolé de Notícias
- Só as Melhores
- Tô na Pan
- Eva
- Unisex
- Dance Paradise
- Festa Pan
- Sequencia Máxima (hoje Uma Atrás da Outra)
- Djalma Jorge Show
- As 100 mais do ano
- Programa Paulo Jalaska
- Ritmo da Noite
- Set List
- Top 3
- Maxi Pan
- Turbo Mix
- Controle de Qualidade
- Underpan
- Extrem Sports
- iPan
- Oráculo Jovem Pan
- Mulheres da Pan
- Só Love
- Adrenalina
- Gongo Da Pan
- SongPan

### Transmitidos pelas redes News e FM
- Jornal da Manhã[12] (exibido pela rede FM entre 6h e 8h - exceto São Paulo)
- Jovem Pan Morning Show[nota 2][14]
- Os Pingos nos Is[nota 2][15]

Programas com formato local
- Jornal da Manhã
- Pan News em Revista
- Sport News
- Painel Pan News
- Pan News Entrevista
- Rock n' Pop
- Na Balada
- Jurassic Pan